# Жертвоприношения майя

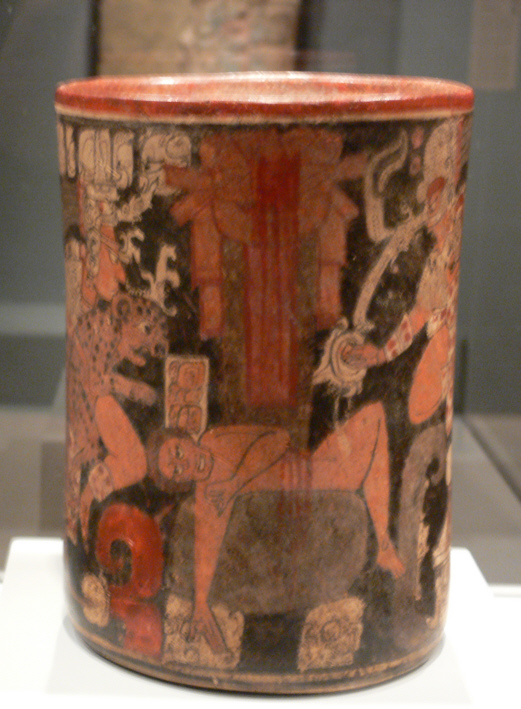

Жертвоприношения были частью религиозной деятельности в культуре майя, они включали в себя забой животных или кровопускание членами общины в ходе ритуалов проводимых под руководством священников. Жертвоприношение — особенность почти всех досовременных обществ на определённой стадии их развития и вообще говоря по схожей причине: чтобы умилостивить богов и выполнить обязательства ощущаемые по отношению к ним.
Жертвоприношения животных и кровопускание были общей чертой многих праздников майя, эти ритуалы проводились регулярно. Человеческие жертвоприношения были гораздо менее распространённым явлением и были привязаны к таким событиям как немилость фортуны, война и освящение новых лидеров или храмов. Такая практика была также далека от практики принятой в близлежащих обществах ацтеков. Майя приносили в жертву своих пленных. Пленники были в основном из находящихся рядом племён.

## Доказательства жертвоприношений
Сведения о жертвоприношениях майя происходят из источников двух видов: из сохранившихся хроник и рукописей миссионеров-этнографов прибывших вскоре после испанского завоевания и последующих археологических данных. Исторические записи майя более редки чем записи ацтеков и могут считаться надёжными только в отношении постклассического периода долгое время спустя коллапса цивилизации майя. Хроникёры также обвинялись в колониальных предубеждениях но один из наиболее исчёрпывающих отчётов об обществе майя, составленный Диего де Ланда, рассматривается современными экспертами как «этнографический шедевр» несмотря на роль, сыгранную Ландой в уничтожении хроник и культуры майя.
Археологические данные продолжают увеличиваться с увеличением числа раскопок, которые подтверждают записи ранних хронистов. Главный прорыв в расшифровке письменности майя был сделан в 1950-х, что позволило понять символы, высеченные на стенах многих храмов. Раскопки и исследование человеческих останков также пролили свет на возраст, пол и причину смерти приносимых в жертву.

## Жертвоприношения в календарных и ежедневных ритуалах

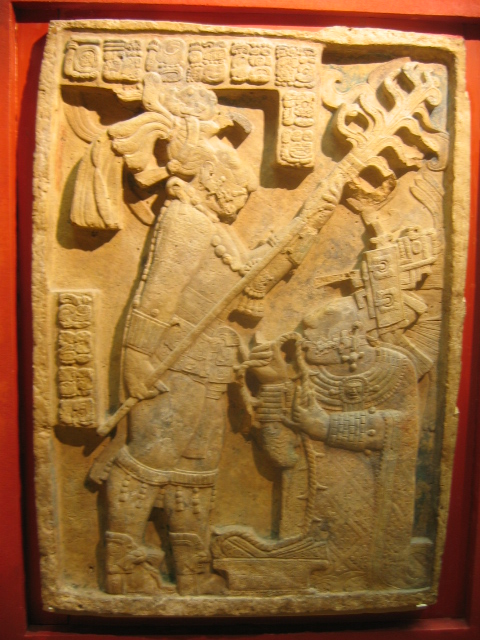
Lintel 24 в Йашчилане, отображающий правительницу Хок, которая продёргивает колючую верёвку через свой язык.

У майя было большое число праздников и ритуалов по определённым датам года (cucu caqui), многие из которых включали жертвоприношения животных и, похоже, все из них включали кровопускание. Всеобщность данной практики есть уникальный аспект доколумбовой месоамериканской культуры, сейчас полагается, что это восходит к ольмекам, первой цивилизации в регионе.
Ритуальное кровопускание обычно выполнялось публично религиозными или политическими лидерами, проколом мягких частей тела (главным образом языка, уха или крайней плоти) и сбором крови для обмазывания идола (кровь пускалась прямо на идола) или на бумагу, которая потом сжигалась. Сегодня в Никарагуа кровью обмазывается кукуруза, распространяется между людьми и запекается в священный хлеб. Кровь также могла собираться людьми, не принадлежащими к элите чаще из проколов крайней плоти юношей или у женщин занимающих высокое положение.
Место прокола имело очевидно важное ритуальное значение. По замечанию Джоралмона «практически не вызывает сомнений», что кровь из полового члена и вагины считалась наиболее священной и имела «необычайную оплодотворяющую силу» и подобные ритуалы считались весьма важными для восстановления природного мира, особенно для культивируемых растений. По одному из драматичных вариантов мужчины и женщины «собирались в храме и каждый делал прокол в теле соседа и так по всему ряду, затем через проколы пропускалось столько шнура сколько они могли вынести и после участники стояли скреплённые вместе и как бы нанизанные на шнурки, поливая собранной кровью статую демона (исп. Баала)». Но самопожертвование могло также быть ежедневным событием, проходящие мимо идола мазали его кровью в качестве знака благочестия.
Испанское духовенство энергично боролось против жертвоприношения кровью воспринимая его как наиболее заметный знак национального отступничества. Де Ланда, ставший впоследствии вторым епископом Юкатана вносит ясность:

После того как люди были обучены основам религии и юноши были посвящены как мы сказали они были совращены своими священниками и лидерами и вернулись к идолопоклонничеству, они приносили жертву не только сжиганием ладана но и человеческой кровью. После этого монахи провели Инквизицию, обратившись за помощью к алькальду-мэру, они провели судилища и ауто-да-фе, отправив многих на эшафоты, в накидках, обстриженных и избитых а некоторых заставили на время носить покаянные одежды. Некоторые индейцы будучи обманутыми дьяволом с горя повесились но большинство показали покаяние и готовность быть хорошими христианами. 
По замечанию переводчика Ланда избегает упомянуть здесь что он был во главе проведённых мер, принял неограниченную гражданскую власть, воспользовавшись полными правами инквизиции.
В Месоамерике имел место недостаток домашних животных годных в пищу, таких как овцы, коровы и свиньи, поэтому животный белок и побочные продукты могли добываться только благодаря охоте. Монтеро-Лопес доказывает, что на основании анализа распространения частей оленя (белохвостый олень считался наиболее священным и праздничным животным) по местам майя (классического периода развития) археологические данные не дают возможности провести чёткую черту между использованием животных в мирских и религиозных целях. Следующим наиболее часто используемым священным животным после оленя были собаки и различные птицы (чьи головы предлагались идолам) а также широкий ряд более экзотичных животных, начиная от ягуаров и до крокодилов. Жертвоприношение животных по-видимому проводилось во всеобщих масштабах перед началом любой выполнения важной задачи или предприятия
Де Ланда написал наиболее исчерпывающий отчёт о календарных праздниках и ритуалах, но ни в одном рассказе об этих регулярных событиях не упоминается о человеческих жертвоприношениях, это должно значить что его источники из индейцев майя не были осведомлены о имевших место случаях с того времени как церковь начала яростно подавлять такую практику.

## Человеческие жертвоприношения
Традиционный взгляд состоит в том, что майя намного реже приносили людей в жертву по сравнению со своими соседями. По замечанию Бэнкрофта: «Событие, которое в Мексике послужило бы поводом для гекатомбы, на Юкатане было бы отмечено забоем пятнистой собаки».
Но благодаря сбору археологических доказательств в течение десятилетий поддерживалась точка зрения летописцев, что человеческие жертвоприношения всё же были далеко небезызвестны для общества майя. Город Чичен-Ица — региональный центр власти майя позднеклассического периода фигурирует и как главный центр человеческих жертвоприношений. В городском парке есть два глубоких природных озера (сеноты), которые могли бы с избытком обеспечивать город питьевой водой. В самый большой колодец, Священный сенот, было сброшено множество жертв в качестве дара богу дождя Чаку. Изучение останков, проведённое в 2007 году, показало, что они имеют следы ран, согласующихся с человеческими жертвоприношениями.
Банкрофт описывает одну из процедур:

Вокруг тела каждой жертвы наматывался длинный шнур, и в момент, когда дым переставал подниматься с алтаря, всех бросали в бездну. Толпа, которая собиралась с каждой части страны, чтобы увидеть жертвоприношение, сразу же отходила от края ямы и продолжала молиться без остановки некоторое время. Затем тела извлекались и погребались в соседней штольне.

Не установилось соглашение, где имели место жертвоприношения, их истинное количество в разное время и кем они были.
Поскольку общество майя представляло собой независимые города-государства, местные политические и религиозные лидеры могли независимо друг от друга инициировать человеческие жертвоприношения по собственному усмотрению. Де Ланда замечает, что общей причиной жертвоприношений в храмах многих городов были случаи «эпидемий, распрей, засухи или подобных бед». В этих случаях обычно приобретались рабы и, после различных ритуалов, они помазывались синей краской, каждая жертва умертвлялась стрелой в сердце или на алтаре, где жрец быстро извлекал из жертвы сердце, используя церемониальный нож. В каждом случае сердце жертвы приносилось храмовому идолу, который также помазывался кровью. Согласно Бэнкрофту одно из племён дважды в год приносило в жертву незаконнорождённых мальчиков, также с извлечением сердца, но кровь собиралась в чашу и разбрызгивалась по четырём направлениям в храме.
Пленники, захваченные после успешной битвы, также приносились в жертву предположительно для того, чтобы умилостивить то божество, которое обещало победу. Хотя нет записей, что майя начинали конфликты исключительно для этой цели, как это видно в случае с ацтеками. Современные анализы искусства майя показывают большое число представлений захваченных военнопленных, сейчас они понимаются как жертвоприношения. «Анализ этих представлений и иногда их содержания показывает, что жест рук, скрещенных на груди, связан с понятием покорности, плена и смерти, словом, жертвы».

## Жертвоприношения детей
Учёные-майянисты полагают, что майя как и ацтеки приносили детей в жертву в особых случаях, главным образом как посвящение при основании храмов и других сооружений. Искусство майя классического периода также отображает извлечение детских сердец при восхождении на трон новых правителей или при началах календаря. На стеле 11 в Пьедрас-Неграсе (Гватемала) можно видеть сцену жертвоприношения мальчика по этому случаю. Другие сцены жертвоприношений можно видеть на расписных кувшинах.
Продолжающиеся археологические раскопки всё больше проливают свет на случаи детских жертвоприношений. В ходе раскопки начатой в 1974 в северном Белизе (Ламанай) были найдены останки пятерых детей от новорождённых до 8 лет от роду.
«Мы неизбежно приходим к заключению что эти пятеро детей были принесены в жертву… В Ламанае нигде больше нет доказательств человеческих жертвоприношений, как детей так и взрослых…Однако ясно что принесение детей в жертву в качестве посвящения (которое предшествовало созданию стелы) никогда не было редкостью в долинах майя».
В 2005 в районе раскопок Комалькалько было обнаружено захоронение детей возраста в один и два года. Жертвы по-видимому приносились в целях посвящения при постройке храмов в акрополе Комалькалько.
При раскопке в Эль-Перу-Уака были обнаружены останки ребёнка и взрослого мужчины и что является необычным большое количество остатков пиршества, по случаю расширения дома, чем после воодушевлялись ритуалы, торжества и жертвоприношение. Благодаря данным анализа можно предположить, что жертвоприношения инициировались не только царственными особами классического государства майя но могли практиковаться элитой более нижнего звена как часть их собственных приватных церемоний.

## Происхождение, значение и социальные функции
Жертвоприношения людей и кровопускание встречались повсеместно во всех культурах доколумбовой Месоамерики, но за исключением некоторых бесспорных обобщений учёные не пришли к согласию по более широким вопросам (и по конкретным тайнам). Большинство учёных согласны, что обе практики жертвоприношений появились среди ольмеков по меньшей мере 3 тыс. лет назад и были унаследованы последующими культурами, включая майя. Причины по которым эти виды жертвоприношений появились среди ольмеков неясны и возможно останутся неизвестными ввиду недостаточности информации.
Кровь и извлечение ещё бьющегося сердца есть центральный элемент как в этнографическом так и иконографическом аспекте жертвоприношения, его использование в ритуалах, изобретённых майя или обновлённых ими, представляло для них связь со священным, что было важным для самого их существования по естественному порядку. По наблюдению Хулиана Ли майя «не видели разницу между человеческим и нечеловеческим», Пендергаст и другие отмечают, что жертвоприношения «воодушевлялись» строительствами и идолами, показывающими социальное значение, как полагает Рейли наиболее родственными к пресуществлению — преобразованию скорее в буквальном чем в символическом смысле от которого зависят судьбы мира и его обитателей.
Как и во всех известных теократических обществах вероятно политическая и религиозная элита взаимно поддерживали друг друга, для них было важным обеспечение социальной стабильности, ритуалы жертвоприношения функционировали как центральная часть общественной интеграции. Исторические записи хранят молчание о расхождении интересов различных социальных групп (в том числе в рамках общественных элит) по вопросу о жертвоприношениях.